# WikiBhasha
WikiBhasha je online nástroj pro tvorbu nových či doplnění stávajících článků na Wikipedii pomocí snadného a rychlého překladu článků z anglické Wikipedie. V současné době dokáže pracovat s arabštinou, němčinou, hindštinou, japonštinou, portugalštinou a španělštinou. Betaverze podporuje všechny jazyky, se kterými pracuje Microsoft Translator. V červenci 2011 je to 36 jazyků včetně češtiny a slovenštiny.
WikiBhashu vyvíjel 4,5 roku tým pod vedením doktora A. Kumarana z Microsoft Research India. Projekt původně začal pod názvem WikiBABEL. Dnes se jmenuje WikiBhasha (sanskrtsky bhášá znamená mluva).